# پیر لوئی لوبت
پیر لوئی لوبت (تلفظ در فرانسوی: [pjɛʁ.lwi lu.bɛ]; زاده ۱۸ فوریه ۱۹۹۷) یک راننده رالی فرانسوی است. او قهرمان کلاس ۲ رالی قهرمانی جهان ۲۰۱۹ است. او پسر ایو لوبت قهرمان رالی اروپا در سال ۱۹۸۹ است.

## شغلی

### اوایل حرفه
لوبت حرفه خود را با کارتینگ از ۷ سالگی در پیست فیگاری، نزدیک محل سکونت خانواده اش پورتو وکیو آغاز کرد. پس از یک سال حضور در مسابقات فرمول رنو در سال ۲۰۱۴ و پس از اخذ گواهینامه رانندگی خود به مسابقات رالی روی آورد.